# 서브라임 텍스트
서브라임 텍스트(Sublime Text)는 파이썬 API용으로 작성된 사유 크로스 플랫폼 소스 코드 편집기이다. 수많은 프로그래밍 언어와 마크업 언어를 네이티브로 지원하며 플러그인을 사용하여 사용자에 의해 기능을 확장할 수 있다. (플러그인은 일반적으로 자유 소프트웨어 라이선스로 공동체에 의해 빌드, 관리된다)

## 기능
서브라임 텍스트의 기능 목록은 다음과 같다:
- "Goto Anything": 특정 파일, 심볼, 줄로의 빠른 이동
- "Command palette": 특정 명령의 빠른 키보드 발동을 위한 적응형 일치를 사용한다
- 동시 편집: 여러 선택된 영역에 동일한 상호작용 변경을 동시 수행한다
- 파이썬 기반 플러그인 API
- 프로젝트에 특화된 설정
- JSON 설정 파일을 통한 드넓은 커스터마이즈 (프로젝트/플랫폼 특화 설정 포함)
- 크로스 플랫폼 (윈도우, macOS, 리눅스)
- 텍스트메이트의 수많은 언어 문법과 호환된다

## 버전 2
버전 2의 최신판인 서브라임 텍스트 2.0.2는 2013년 7월 8일에 출시되었다.

## 버전 3
버전 3은 2013년 1월 29일에 베타 단계로 진입하였다.
서브라임 텍스트 3는 2016년 3월 22일 기준으로 매우 안정적이며, 패키지 컨트롤 사용자 가운데 80%가 버전 3을 사용하고 있으며, 서브라임 테스트 3는 이 웹사이트의 기본 다운로드 버전이 되었다.

## 같이 보기
- 문서 편집기 목록